# Dale Tomich

Capa do livro Pelo Prisma da Escravidão de Dale Tomich

Dale W. Tomich é um historiador americano conhecido por ter desenvolvido o conceito de Segunda Escravidão. Nasceu no dia 25 de março de 1946 em Milwaukee e morreu no dia 17 de agosto de 2024.[carece de fontes?]
Autor dos livros Slavery in the Circuit of Sugar: Martinique and the World-Economy 1830-1848, Reconstructing the Landscapes of Slavery: A Visual History of the Plantation in the Nineteenth-Century Atlantic World e Through the Prism of Slavery: Labor, Capital, and World Economy. Tomich foi professsor na Universidade Binghamton (SUNY) onde fez parte da construção do Fernand Braudel Center, se tornando vice-diretor posteriormente.
Em 2019, durante período em que esteve no Brasil, concedeu uma entrevista aos historiadores Leonardo Marques e Tâmis Parron.